# Podabrus horikawai
Podabrus horikawai es una especie de coleóptero de la familia Cantharidae y habita en Japón.